# Eurema lisa
Eurema lisa is een vlinder uit de familie van de witjes (Pieridae). De wetenschappelijke naam van de soort is voor het eerst geldig gepubliceerd in 1833 door Boisduval & Le Conte.